# アンナ・フォン・ポンメルン

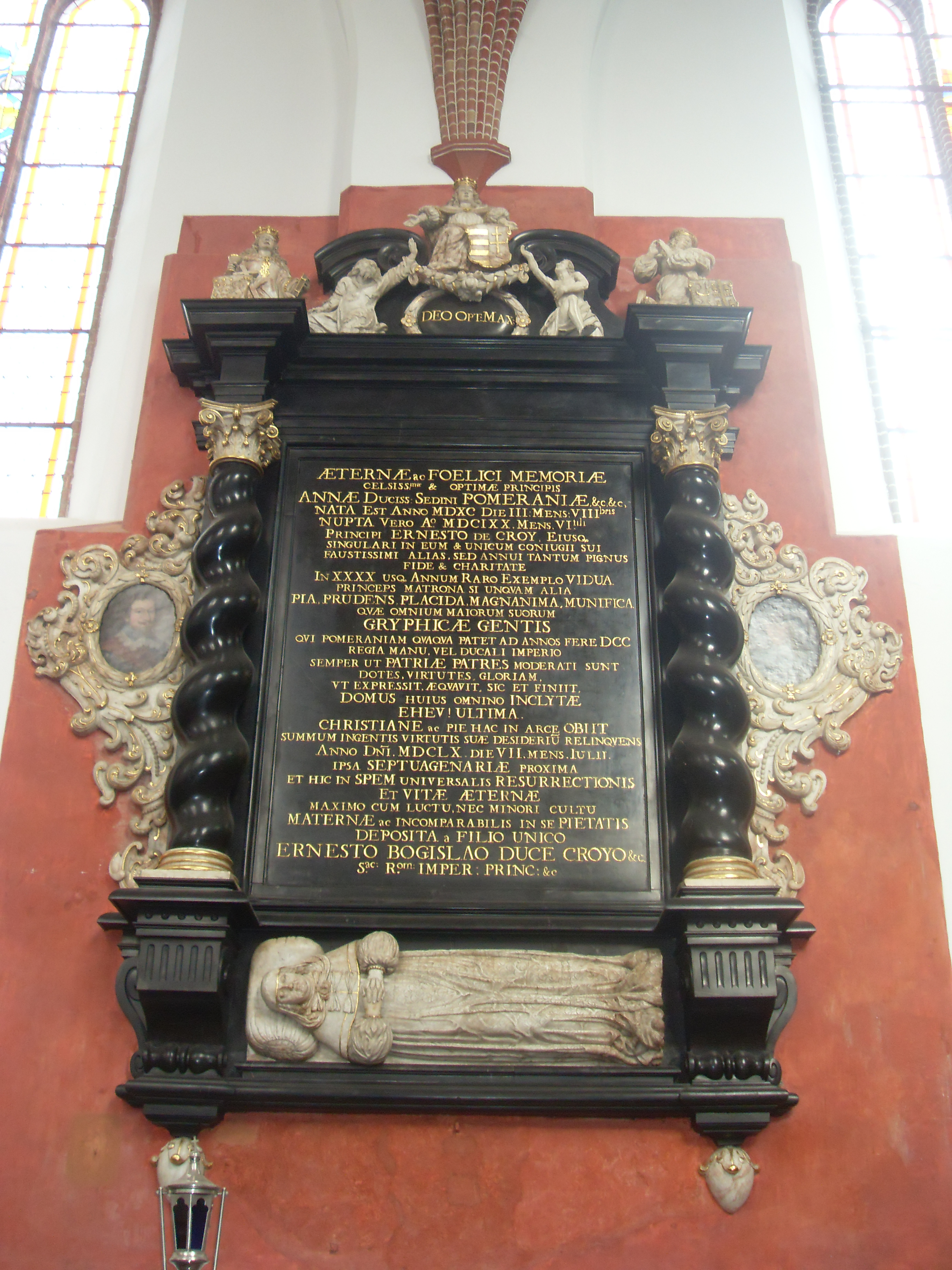
アンナ・フォン・ポンメルンの墓碑銘（聖ヒヤシンス教会）

アンナ・フォン・ポンメルン（ドイツ語：Anna von Pommern, 1590年10月3日 - 1660年7月7日）またはアンナ・ポモルスカ（ポーランド語：Anna pomorska）は、クロイ公エルネストの妃。グリフ家の最後の成員である。

## 生涯
アンナはポメラニア公ボギスラフ13世とその最初の妃クララ・フォン・ブラウンシュヴァイク＝リューネブルクの末子（第11子）、五女（成人した娘としては2番目）である。クロイ公・アールスコート公エルネストと結婚した。結婚式は1619年8月4日にシュチェチンの城で行われた。その1年余り後の1620年10月7日、夫エルネストはフランス遠征中に亡くなった。
亡くなった夫のカトリック教徒の家族と対立したため、アンナはすぐに一人息子で後に最後のカミエン監督となるエルネスト・ボジスローを連れてフェネトランジュの邸宅を離れ、故郷の西ポメラニアに居を構え、兄ボギスラフ14世の世話になった。まず、1622年にボギスラフ14世はアンナにスウプスク近郊のスモウジンの邸宅を与え、翌年にはスウプスク自体の邸宅を与え、スモウジノの邸宅（宮殿）は夏の別荘となった。1627年にボギスラフ14世はルートヴィヒスブルク城も与えたが、アンナは1650年にこれを売却した。1637年に最後のポメラニア公であったボギスラフ14世が亡くなった後、アンナは息子とともにその相続人となった。

## 死
1660年7月7日に短期間の病（6月26日に発病）の後に亡くなるまで、アンナはスウプスクに住んでいた。4日間続いた葬儀の後、1663年10月21日にポメラニア公城の聖ヒヤシンス教会の大祭壇の前に埋葬された。1682年、息子エルネスト・ボジスローは現存する碑文に追加の資金を提供し、2年後に遺言に従い母親の隣に埋葬された。1970年代に開けられたアンナの石棺から取り出された宝物は、スウプスク城の中央ポメラニア博物館に保管されている。

## 子女
クロイ公・アールスコート公エルネストとの間に1男が生まれた。
- エルネスト・ボジスロー（1620年 - 1684年） - カミエン監督、名目上のクロイ公およびアールスコート公、ル・アーヴル侯、フォントネー伯およびバイヨン伯、ドマルタン領主、フェネトランジュ領主および帝国諸侯[7]。